# Bêta-cétoacyl-ACP synthase

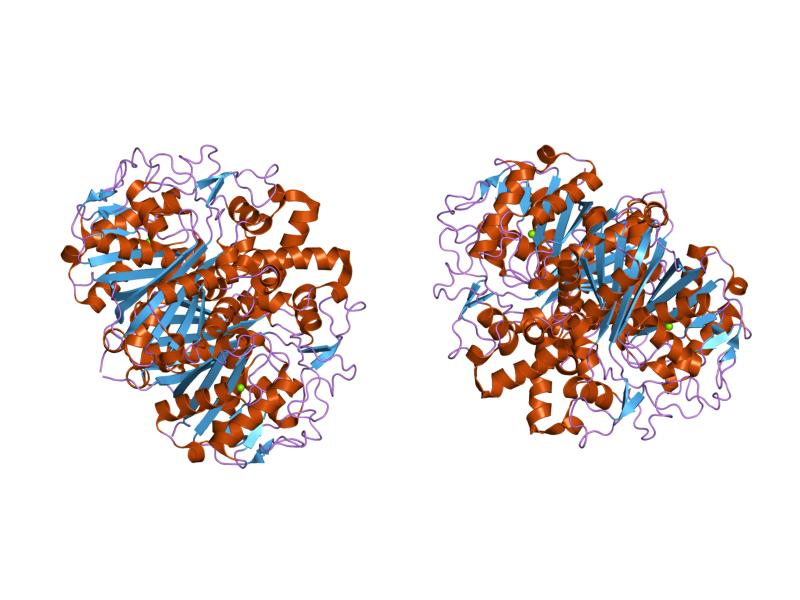
La bêta-cétoacyl-ACP synthase.

La bêta-cétoacyl-ACP synthase est une enzyme de type acyltransférase.